# 東京書店
東京書店株式会社（とうきょうしょてん）とは、児童書・実用書を中心とする出版社である。

## 概要
1987年1月14日に創業した出版社で、実用書をはじめ、絵本や児童書、レシピ本、映画やアニメキャラクターのスクラッチアートブックなど、様々な書籍を刊行している。
教科書を中心として出版している「東京書籍」、 東京都千代田区の神保町に本社を置く小売書店である「東京堂書店」および広島県で展開する複合型書店「東京書店」は、別の会社である。
東京書店は、石川県でペーパークラフト等の開発・製造・販売を行なう株式会社ウイルコホールディングスの子会社だったが、2019年11月に親会社ウィズコーポレーションが、電子機器の製造販売を行なうウィズホールディングスに譲渡された際、東京書店もウイルコホールディングスのグループが除外されている。

## 書籍
- わくわく音あそびえほんシリーズ - 音の出る絵本
- マンガで見る 決戦！ 日本史シリーズ

## 関連会社
- ウイルコホールディングス - かつてのグループ会社。2019年にグループ除外